# Одилия Эльзасская
Одилия Эльзасская (также Оттилия; нем. Ottilia; Odilia; ок. 662 — ок. 720) — святая, почитаемая в католической и православной церквях, покровительница Эльзаса, дочь эльзасского герцога, игуменья монастыря Гогенбург. Канонизирована в XI веке, день памяти отмечается 13 декабря.
Именуется также Одилия Гогенбургская (фр. Odile de Hohenbourg).

## Биография
Житие Одилии составлено по преданиям. Родилась около 662 года. Дочь правителя Эльзасского герцогства Адальриха (или Этихо), жившего во времена короля Хильдерика II и получившего герцогство как королевский родственник. Одилия родилась слепой, но при крещении прозрела.
Она основала обитель, которая стала первым женским монастырём Эльзаса (монастырь Гогенбург (Hohenburg Abbey; другие названия — монастырь на горе святой Одили; аббатство Мон-Сент-Одиль; аббатство на горе Сент-Одиль)); она молилась Богу о прощении грехов отца, избавила его от ада и сотворила другие чудеса. Днём её смерти считается 13 декабря

## Почитание
В 1354 году в присутствии императора Священной Римской империи Карла IV  Люксембургского (1316-1378) была вскрыта гробница, чтобы извлечь реликвию для собора Святого Вита в Праге. Присутствующие тогда стали свидетелями ещё одного чуда, которое заключается в том, что тело Святой Одилии оказалось хорошо сохранившимся.

## В астрономии
В честь Одилии Эльзасской назван астероид (401) Оттилия, открытый в 1895 году.

## Художественные изображения
Сохранились древние (XIII век) изображения её из камня, в монашеской одежде, но с длинными волосами.
- Каменный барельеф (XII век; гора Сент-Одиль)
- Иллюстрация 1500 года
- Страница из жития (изд. Страсбург, 1521; Гуманистическая библиотека в Селесте
- Фреска  церкви св. Одилии[фр.] в Лапутруа (1938, художник Морис Дени)
- Витраж церкви св. Панкратия в Вальдольвисайме